# Vlastimil Chalupa
Vlastimil Chalupa (* 17. Oktober 1919 in Ratenice) war ein tschechoslowakischer Politiker und Minister. Er war Mitglied der Kommunistischen Partei der Tschechoslowakei.

## Politische Karriere
Nach dem Studium an der Fachschule für Kommunikationstechnik, der Militärpolitischen Schule und der Hochschule für Verkehr wirkte Chalupa ab 1952 bis 1969 in der staatlichen Verwaltung, teilweise in Führungspositionen im Bereich Post und Telekommunikation. 1970 wurde er Stellvertreter des Ministers für Post und Telekommunikationen. Im Mai 1971 wurde er selber Minister für Post und Telekommunikationen in der Regierung Lubomír Štrougal I und behielt diesen Posten auch in den Regierungen Lubomír Štrougal II, Lubomír Štrougal III und Lubomír Štrougal IV bis zum Mai 1986.